# Tabanus fraseri
Tabanus fraseri är en tvåvingeart som beskrevs av Austen 1925. Tabanus fraseri ingår i släktet Tabanus och familjen bromsar. Inga underarter finns listade i Catalogue of Life.